# Gustavo Rojo
Pour les articles homonymes, voir Rojo.
Gustavo Rojo, né le 5 septembre 1923 à Montevideo (Uruguay) et mort le 22 avril 2017 à Mexico (Mexique), est un acteur uruguayen.

## Biographie
Gustavo Rojo est fils de l'auteure Mercedes Pinto et père de l'actrice et chanteuse Ana Patricia Rojo.

## Filmographie sélective

### Télévision (telenovelas)
- 1987 : Rosa salvaje
- 1992 : María Mercedes
- 1997 : Esmeralda
- 1998 : Soñadoras
- 2002 : Cómplices al rescate
- 2007 : Al diablo con los guapos
- 2007 : Destilando amor
- 2008 : Mañana es para siempre
- 2009 : Corazón salvaje
- 2010 : Triunfo del amor
- 2011 : Una maid en Manhattan
- 2012 : Abismo de pasión
- 2013 : Qué pobres tan ricos
- 2016 : Un camino hacia el destino

### Cinéma
- 1938 : Ahora seremos felices : Radio Station boy n° 1

#### Années 1940
- 1944 : Mis hijos : Luis
- 1944 : Murallas de pasión
- 1944 : Amok
- 1945 : Una canción en la noche
- 1945 : Corazones de México
- 1946 : Mamá Inés
- 1946 : Las colegialas : Gabriel Solórzano
- 1946 : El último amor de Goya
- 1947 : La insaciable : Mario
- 1947 : Todo un caballero : Carlos Alcalde
- 1948 : Tarzan et les Sirènes (Tarzan and the Mermaids) de Robert Florey : Tiko, le fiancé de Mara
- 1948 : Cortesana
- 1948 : Barrio de pasiones
- 1949 : Una mujer con pasado : Federico de Medina
- 1949 : Cuando los padres se quedan solos : Fernando
- 1949 : Eterna agonía : Humberto
- 1949 : Cuando baja la marea
- 1949 : Café de chinos : Enrique
- 1949 : Le Grand Noceur (El gran calavera) de Luis Buñuel : Eduardo de la Mata

#### Années 1950
- 1950 : La virgen desnuda
- 1950 : Un grito en la noche
- 1950 : El sol sale para todos
- 1950 : Te besaré en la boca
- 1950 : Yo quiero ser tonta
- 1951 : Parsifal : Parsifal
- 1951 : Furia roja : Ramón Stevens
- 1951 : La reina del mambo
- 1951 : El grito de la carne : Roberto
- 1951 : Doña Clarines : Miguel Castañeda / Luis
- 1951 : Stronghold
- 1951 : Cerca del cielo : Carlos Ibáñez
- 1952 : De Madrid al cielo : Pablo Iriarte
- 1953 : Ángeles de la calle
- 1953 : Hermano menor
- 1953 : Los que no deben nacer
- 1953 : Bajo el cielo de España
- 1954 : Borrasca en las almas : Rogelio del Moral
- 1954 : La sobrina del señor cura : Bernabé
- 1954 : Tehuantepec
- 1954 : Conquête héroïque de Paolo Moffa et Carlos Serrano de Osma : Bentejui
- 1955 : La lupa : Carlos Iriarte
- 1955 : La mujer ajena
- 1956 : Alexandre le Grand : Cleitus
- 1957 : Les Fiancés de la mort (I fidanzati della morte) de Romolo Marcellini : Pietro
- 1957 : Au bord du volcan (Action of the Tiger) de Terence Young : Henri Malvoisie
- 1957 : La guerra empieza en Cuba
- 1958 : Desnúdate, Lucrecia
- 1958 : Secretaria peligrosa
- 1958 : Il romanzo di un giovane povero : Massimo
- 1958 : La tirana : Vizconde Acarí
- 1959 : Parque de Madrid
- 1959 : Tout commença par un baiser (It Started with a Kiss) : Antonio Soriano
- 1959 : María de la O : Don Luís Suárez
- 1959 : S.O.S., abuelita
- 1959 : Quand la terre brûle (The Miracle) d'Irving Rapper et Gordon Douglas : Córdoba

#### Années 1960
- 1960 : Juicio final
- 1961 : Schön ist die Liebe am Königssee : Ronald Twiss
- 1961 : La grande vallata
- 1961 : El amor empieza en sábado : Mister White
- 1961 : Schlagerrevue 1962 : Ferdinand Sander
- 1962 : Jules César contre les pirates (Giulio Cesare contro i pirati) : Julius Caesar
- 1962 : Le Capitaine de fer (Il capitano di ferro) : Furio
- 1963 : Les Flingueurs de Rio : Dumont
- 1964 : Docteur Mabuse et le Rayon de la mort de Hugo Fregonese et Victor De Santis : Mario Monta
- 1964 : Der Chef wünscht keine Zeugen : Armand de Guedez
- 1964 : Les Cavaliers rouges (La Bataille de Fort Apache) : caporal Bush
- 1965 : Les Mercenaires du Rio Grande (Der Schatz der Azteken) de Robert Siodmak : lieutenant Potoca
- 1965 : Genghis Khan : Altan
- 1965 : Les Mercenaires du Rio Grande 2 : La Pyramide du Dieu Soleil (Die Pyramide des Sonnengottes) : lieutenant Potoca
- 1965 : Mission dangereuse au Kurdistan (Durchs wilde Kurdistan) : Ahmed El Corda
- 1965 : El marqués : directeur du casino
- 1965 : Au royaume des lions d'argent (Im Reiche des silbernen Löwen) : Ahmed El Corda
- 1966 : Django ne pardonne pas (Mestizo) de Julio Buchs : Caporal Lex
- 1966 : Komm mit zur blauen Adria : Senior Hernandez
- 1966 : Europa canta : Chief Big Vulture
- 1966 : Le Triomphe des sept desperadas (Las 7 magnificas) : Gus Macintosh
- 1967 : Frontera al sur : José
- 1967 : A Witch Without a Broom : Cayo
- 1967 : El dedo del destino : Estrala
- 1967 : The Christmas Kid : Mayor Louis Carillo
- 1967 : Monsieur Dynamite (Mister Dynamit - Morgen küßt euch der Tod) : Peppino
- 1967 : Los 7 de Pancho Villa : général Urbina
- 1968 : Ragan : Velludo
- 1968 : L'Agent américain (Un dollaro per 7 vigliacchi) : lieutenant Arco
- 1969 : Más allá del río Miño
- 1969 : La battaglia dell'ultimo panzer
- 1969 : Land Raiders : Indio
- 1969 : La Vallée de Gwangi (The Valley of Gwangi) de Jim O'Connolly : Carlos
- 1969 : Les Quatre Desperados : El Guadalupano

#### Années 1970
- 1970 : El Condor : colonel Anguinaldo
- 1970 : El último día de la guerra : Pvt. Hawk
- 1971 : L'Homme qui venait de la haine (El hombre que vino del odio) de Leon Klimovsky : agent de voyage
- 1971 : Natacha : Raúl
- 1974 : Gracia y el forastero
- 1974 : Hermanos de sangre
- 1975 : Divorcio a la andaluza
- 1976 : El compadre más padre
- 1978 : El látigo
- 1979 : Cuando tejen las arañas : père de Laura

#### Années 1980 et au-delà
- 1980 : Reventon en Acapulco
- 1982 : La golfa del barrio
- 1984 : Corrupción : Dr Antonio Arenas
- 1986 : De puro relajo
- 1988 : Venganza juvenil
- 1988 : Solicito marido para engañar : Ángel
- 1988 : Sabor a mí
- 1989 : El cornudo soy yo
- 1998 : Fuera de la ley
- 2007 : El camino